# Hymn Burkiny Faso
Ditanyè („Hymn Zwycięstwa”, zwany także Une Seule Nuit – „Jedna jedyna noc”) to hymn państwowy Burkina Faso. Przyjęty został w 1984 roku. Słowa napisał ówczesny prezydent Thomas Sankara.

## Oficjalny tekst hymnu
Contre la férule humiliante il y a déjà mille ans,

La rapacité venue de loin les asservir il y a cent ans.

Contre la cynique malice métamorphosée

En néocolonialisme et ses petits servants locaux

Beaucoup flanchèrent et certains résistèrent.

Mais les échecs, les succès, la sueur, le sang

Ont fortifié notre peuple courageux et fertilisé sa lutte héroïque.

Refrain:

Et une seule nuit a rassemblée en elle

L’histoire de tout un peuple.

Et une seule nuit a déclenché sa marche triomphale

Vers l’horizon du bonheur.

Une seule nuit a réconcilié notre peuple

Avec tous les peuples du monde,

A la conquête de la liberté et du progrès

La Patrie ou la mort, nous vaincrons!

Nourris à la source vive de la Révolution.

Les engagés volontaires de la liberté et de la paix

Dans l’énergie nocturne et salutaire du 4 août

N’avaient pas que les armes à la main, mais aussi et surtout

La flamme au coeur pour légitimement libérer

Le Faso à jamais des fers de tous ceux qui

Çà et, là en poluaient l’âme sacrée de l’indépendance, de la souveraineté.

Refrain

Et séant désormais en sa dignité recouvrée

L’amour et l’honneur en partage avec l’humanité,

Le peuple du Burkina chante un hymne à la victoire,

A la gloire du travail libérateur, émancipateur.

A bas l’exploitation de l’homme par l’homme!

Hé en avant pour le bonheur de tout homme,

Par tous les hommes aujourd’hui et demain, par tous les hommes ici et pour toujours!

Refrain

Révolution populaire notre sève nourricière.

Maternité immortelle du progrès à visage d’homme.

Foyer éternel de démocratie consensuelle,

Où enfin l’identité nationale a droit de cité,

Où pour toujours l’injustice perd ses quartiers,

Et où, des mains des bâtisseurs d’un monde radieux

Mûrissent partout les moissons de væux patriotiques, brillent les soleils infinis de joie.

Refrain